# Шо Кашіма

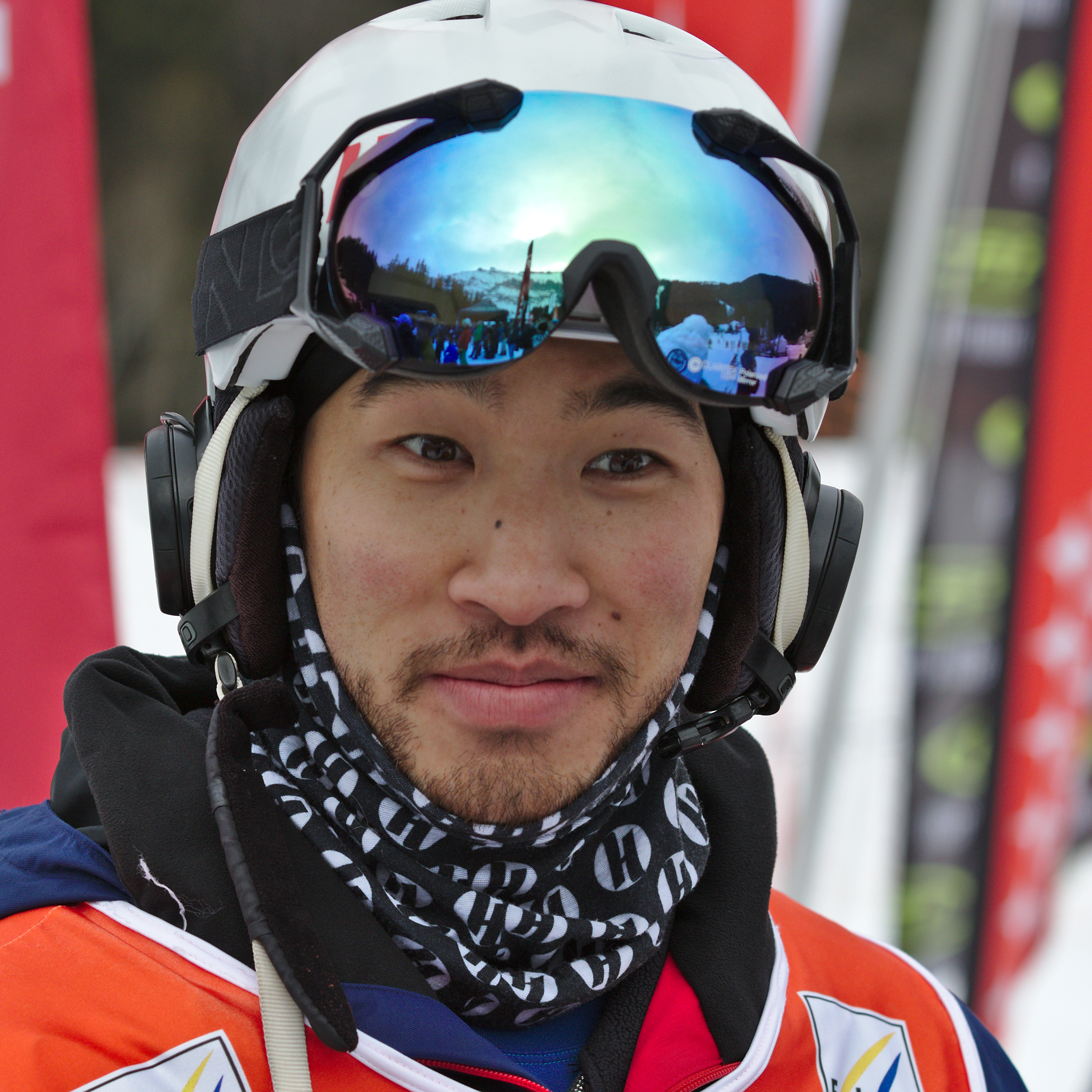
Sho Kashima

Шо Кашіма народився 1 листопада 1986 року у Ель-Пасо, Техас, США. Зараз він професійний фристайлист, яким займається з дитинства. Був претидентом на потрапляння на Зимову Олімпіаду-2010, але зазнав травми коліна в січні 2010 і змушений був пропустити їх.

## Початок кар'єри
Вперше встав на лижі у віці 4 років, коли його батько отримав роботу на гірськолижному курорті біля озера Тахо, Каліфорнія. Виростаючи, Шо обожнював олімпійського чемпіона-1998 Джона Мозлі. Саме він і став для хлопця прикладом для наслідування. Також захоплювався Тревісом Кабралом, Тревісом Рамосом та Крісом Ернандесом, які походили із цих країв. З 12 років виступав за команду рідного курорту, а у віці 19 років був запрошений до національної збірної США. З 2004 року виступав на етапах Кубка Північної Америки, а через 3 місяці після дебюту завоював свою першу медаль.

## Кар'єра в збірній США
У 2006 році виграв національний чемпіонат серед юніорів, що проходив у Кіллінгтоні, Вермонт у паралельному могулі. Дебютував на етапах Кубка світу 6 січня 2007 в Монт Габріел, де одразу ж здобув залікові очки і зайняв 12 місце. Сезон 2006-07 був дуже успішним, адже він зайняв 13 в заліку Кубкові світу і став Новачком року №2. В сезоні 2007-08 рр. отримав травму щиколотки, через що взяв піврічну перерву. Сезон 2008-09 закінчив 8 у заліку Кубка світу, зайняв 6 місце на чемпіонаті світу в могулі і 10 - у паралельному могулі.  Виграв три національні чемпіонати у паралельному могулі (2007,2008,2009).

## Здобутки

### Кубок Північної Америки
Подіуми на етапах КПА
| № | Дата       | Місце           | Дисципліна        | Медаль | Очки |
| - | ---------- | --------------- | ----------------- | ------ | ---- |
| 1 | 19/02/2005 | Монт Сент Анне  | Паралельний могул | Срібло | ---  |
| 2 | 20/12/2005 | Парк-Сіті       | Паралельний могул | Срібло | ---  |
| 3 | 19/02/2006 | Монтана Сноубол | Паралельний могул | Золото | ---  |
| 4 | 11/01/2009 | Кіллінгтон      | Паралельний могул | Золото | ---  |
| 5 | 17/01/2009 | Монт Габріел    | Могул             | Бронза | *    |

Шо Кашіма в загальних класифікаціях КПА
| Сезон    | Залік могулу |
| -------- | ------------ |
| 2008-093 | 4 (228 очок) |

### Юніорські чемпіонати світу
| № | Дата       | Місце                                                     | Дисципліна        | Результат | Очки  |
| - | ---------- | --------------------------------------------------------- | ----------------- | --------- | ----- |
| 1 | 03/03/2006 | Юніорський чемпіонат світу з фристайлу 2006 Красноє озеро | Могул             | 8         | 17.66 |
| 2 | 04/03/2006 | Юніорський чемпіонат світу з фристайлу 2006 Красноє озеро | Паралельний могул | 15        | ---   |

### Кубок світу
Шо Кашіма в загальних класифікаціях
| Сезон   | Залік могулу  | Залік паралельного могулу | Загальний залік |
| ------- | ------------- | ------------------------- | --------------- |
| 2006–07 | 13 (213 очок) | 11 (123 очок)             | 31 (21 очко)    |
| 2007–08 | 29 (80 очок)  | ---                       | 91 (8 очок)     |
| 2008–09 | 8 (235 очок)  | ---                       | 31 (26 очок)    |
| 2009–10 | 34 (67 очок)  | ---                       | 96 (7 очок)     |
| 2010-11 | 17 (148 очок) | ---                       | 67 (13 очок)    |
| 2011-12 | ***           | ---                       | ***             |

Подіуми на етапах КС
| № | Дата       | Місце   | Дисципліна        | Медаль | Очки  |
| - | ---------- | ------- | ----------------- | ------ | ----- |
| 1 | 10/12/2011 | Рука    | Могул             | Срібло | 21.71 |
| 2 | 20/12/2011 | Мерібел | Паралельний могул | Бронза | ---   |
| 3 | 28/01/2012 | Калгарі | Могул             | Бронза | 5.23  |

### Чемпіонати світу
| № | Дата       | Місце                                                 | Дисципліна        | Результат | Очки  |
| - | ---------- | ----------------------------------------------------- | ----------------- | --------- | ----- |
| 1 | 09/03/2007 | Чемпіонат світу з фристайлу 2007 Мадонна-ді-Кампільйо | Могул             | 30        | 21.16 |
| 2 | 10/03/2007 | Чемпіонат світу з фристайлу 2007 Мадонна-ді-Кампільйо | Паралельний могул | 7         | ---   |
| 3 | 07/03/2009 | Чемпіонат світу з фристайлу 2009 Інавасіро            | Могул             | 6         | 21.11 |
| 4 | 08/03/2009 | Чемпіонат світу з фристайлу 2009 Інавасіро            | Паралельний могул | 10        | ---   |
| 5 | 05/02/2011 | Чемпіонат світу з фристайлу 2011 Дір-Веллі            | Паралельний могул | 18        | ---   |